# Povolení vraždit
Povolení vraždit (v anglickém originále License to Kill) je americký dramatický film z roku 1984. Režisérem filmu je Jud Taylor. Hlavní role ve filmu ztvárnili James Farentino, Penny Fuller, Don Murray, Millie Perkins a Ari Meyers.

## Obsazení
| James Farentino   | John Peterson   |
| Penny Fuller      | Judith Peterson |
| Don Murray        | Tom Fiske       |
| Millie Perkins    | Mary Fiske      |
| Ari Meyers        | Amy Peterson    |
| Kristen Vigard    | Lynne Peterson  |
| Denzel Washington | Martin Sawyer   |
| George Martin     | Steve           |